# سوزان ستيتكيفيتش
سوزان بينكني ستيتكيفيتش باحثة في الشعر العربي الكلاسيكي وأستاذة كرسي السلطان قابوس بن سعيد للدراسات العربية والإسلامية بجامعة جورجتاون.

## التعليم
حاصلة على درجة الدكتوراه من جامعة شيكاغو عام 1981م.

## الأعمال
- The Mute Immortals Speak: Pre-Islamic Poetry and the Poetics of Ritual
- Abū Tammām and the Poetics of the ʿAbbāsid Age
- The Poetics of Islamic Legitimacy: Myth, Gender

## أعمال مترجمة للغة العربية
| الكتاب                                                                     | المترجم            | سنة النشر |
| -------------------------------------------------------------------------- | ------------------ | --------- |
| الشعر والشعرية في العصر العباسي                                            | حسن البنا عز الدين | 2008م     |
| القصيدة والسلطة: الأسطورة، الجنوسة، والمراسم في القصيدة العربية الكلاسيكية | حسن البنا عز الدين | 2010م     |

## الجوائز
- جائزة «شخصية العام الثقافية» للدورة الثالثة عشرة 2019 لجائزة الشيخ زايد للكتاب، بالاشتراك مع زوجها ياروسلاف ستيتكيفيتش.[5]

- جائزة الملك فيصل العالمية في اللغة العربية والأدب سنة 2022، بالاشتراك مع محسن جاسم الموسوي، وموضوعها «دراسات الأدب العربي باللغة الإنجليزية».[6][7]